# كين نيكول
كين نيكول هو سياسي كندي، ولد في 3 مايو 1944 في ليثبريدج في كندا. حزبياً، نشط في الحزب الليبيرالي الألبرتي والحزب الليبرالي الكندي. وقد انتخب عضو الجمعية التشريعية ألبرتا.